# Maria Tuci
Pour les articles homonymes, voir Tuci.
Ne pas confondre avec l'actrice américaine Maria Tucci (née en 1941).
Maria Tuci est une bienheureuse laïque albanaise, née près de Mirdita le 12 mars 1928, morte le 24 octobre 1950 à Shkodër. Emprisonnée pour sa foi chrétienne, elle meurt à la suite de tortures. Elle est déclarée martyre par l'Église catholique, et béatifiée le 5 novembre 2016 avec les martyrs d'Albanie, dont elle est la seule femme. Elle est fêtée le 24 octobre.

## Biographie
Maria Tuci (ou Marije Tuçi) est née le 12 mars 1928 dans le village de Ndërfushaz près de Rrëshen dans le district de Mirdita en Albanie. Elle est la fille de Nikoll Mark Tuci et de Dila Fusha. Elle effectue ses études au collège de l'Institut des pauvres filles des saints stigmates de saint François d'Assise, familièrement appelées les Stigmatines.

### Vocation, enseignement
Au sein de cet institut, elle apprend les matières académiques, mais aussi et surtout les façons d'agir en chrétienne parmi la population. Elle se sent ainsi appelée à la vie religieuse apostolique, et demande son admission à l'Institut comme postulante.
Elle est affectée en 1946 comme enseignante, avec Davida Markagjoni, choisies toutes les deux pour la ténacité de leur foi, dans la contrée de Gozan et Sang, à la demande de Mgr Frano Gjini, évêque et abbé de  Saint-Alexandre d'Oroshit. Dans un État qui devient officiellement athée, elles témoignent de Dieu et enseignent secrètement le catéchisme. Maria Tuci prend sur ses propres ressources pour payer aux enfants leurs fournitures scolaires. Elle participe aussi à la distribution de tracts contre les simulacres d'élections. Pour participer à la messe, elle marche régulièrement pendant six à sept kilomètres.

### Arrestation et emprisonnement
La persécution contre les catholiques contraint les religieuses stigmatines à quitter le pays ou se disperser, et Maria Tuci retourne dans sa famille. Le 7 août 1949, le secrétaire du Parti communiste du district de Mirdita est tué. En représailles, le 11 août suivant, trois cents personnes du quartier majoritairement catholique sont arrêtées ; Maria Tuci fait partie du groupe arrêté, elle en est la seule femme.
Condamnée à trois ans de détention conditionnelle, Maria Tuci est enfermée avec trois autres prisonniers, qui en témoigneront, dans une pièce froide sans lumière ni aération, avec l'eau de pluie à hauteur des matelas.

### Torture, décès
La jeune femme est torturée. Elle est humiliée et agressée sexuellement. Un des membres de la police secrète, Hilmi Seiti, appréciant sa beauté, veut la forcer à des relations sexuelles, ce qu'elle refuse avec force ; les mauvais traitements s'accentuent alors.
Devant sa beauté et son refus, son tortionnaire Hilmi Seiti lui déclare que même les membres de sa famille ne la reconnaîtront pas. Elle est enfermée toute nue dans un sac avec un chat furieux, que les gardes frappent avec un bâton,,. De telles griffures et morsures de chat, non soignées immédiatement, peuvent entraîner la mort.
Elle est hospitalisée. Le 22 août 1950, un an après son arrestation, certaines religieuses peuvent la voir. Elle est complètement défigurée, difficilement reconnaissable. Elle dit : « C'est ce que m'a dit Hilmi Seiti : “Je te mettrai dans un tel état que même les membres de ta famille ne pourront pas te reconnaître”. Je remercie Dieu de mourir libre ! » Elle meurt deux mois plus tard, le 24 octobre 1950, à l'hôpital civil de Shkodër.
Ses restes ne peuvent être identifiés qu'après la chute du régime, par quelques sœurs restées fidèles à leur vocation malgré leur dispersion. Son corps est d'abord enterré au cimetière catholique de Shkodër, puis transféré dans l'église des Sœurs Stigmatines, dans la même ville.

## Béatification

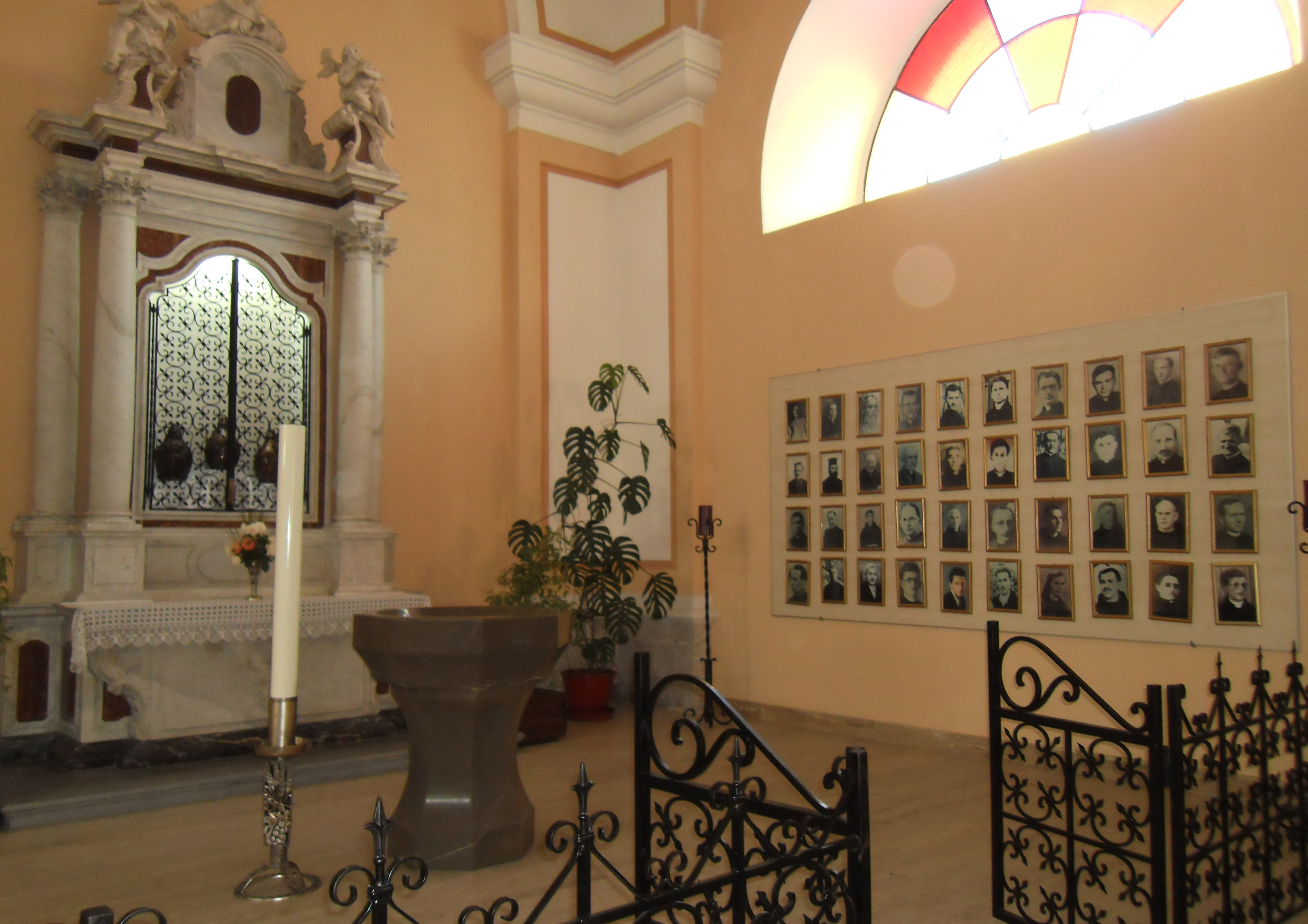
Dans la cathédrale de l'archidiocèse de Shkodër-Pult, une chapelle est dédiée aux martyrs d'Albanie avec leurs photos ; celle de Maria Tuci est la 4e en bas en partant de la droite.

Après avoir été reconnue martyre le 27 avril 2016, Maria Tuci est proclamée bienheureuse le 5 novembre 2016 lors de la cérémonie de béatification présidée à Shkodër par le cardinal Angelo Amato, au sein du groupe des trente-huit martyrs d'Albanie, dont elle est une des trois laïcs, et la seule femme,.
Sa fête est fixée au 24 octobre, qui est le jour de sa mort.